# القلعة (وشحة)

تعديل مصدري - تعديل

القلعة هي إحدى قرى عزلة ضاعن بمديرية وشحة التابعة لمحافظة حجة، بلغ تعداد سكانها 219 نسمة حسب تعداد اليمن لعام 2004.